# هادسن کمودور
هادسِن کمودور (Hudson Commodore) خودرویی است که در سال‌های ۱۹۴۱ تا ۱۹۴۲۱۹۴۶-۱۹۵۲در دیترویت و ایالات متحده آمریکا تولید شده‌است. طراحی آن خودروهای موتور جلو-محور عقب بوده است. 